# بائیم
بائیم (به هلندی: Baijum) یک منطقهٔ مسکونی در هلند است که در لیتنسرادیل واقع شده‌است. بائیم ۱۱۸ نفر جمعیت دارد.